# Reinaldo Oliver
Reinaldo Oliver (Reinaldo Luis „Pochy“ Oliver Martínez; * 28. März 1932 in Ponce; † 19. Januar 2015 in San Juan) war ein puerto-ricanischer Speerwerfer und Zehnkämpfer.
1952 kam er bei den Olympischen Spielen in Helsinki im Zehnkampf auf den 21. Platz und schied in der Vorrunde des Speerwurfs aus.
Bei den Zentralamerika- und Karibikspielen 1954 siegte er im Speerwurf und gewann Bronze im Fünfkampf. Im Jahr darauf holte er bei den Panamerikanischen Spielen 1955 in Mexiko-Stadt Bronze im Speerwurf.
1956 kam er bei den Olympischen Spielen in Melbourne im Speerwurf nicht über die Qualifikation hinaus.

## Persönliche Bestleistungen
- Speerwurf: 71,22 m, 1956
- Zehnkampf: 5896 Punkte, 1952